# تشارلز رينالد دودويل
تشارلز رينالد دودويل (1994 1922) كان مؤرخ الفن البريطاني المتخصص في الفترة التي تغطي السنوات 800 – 1200 م. 

## النشأة
ولد دودويل في شلتنهام في 3 فبراير 1922.  التحق بكلية جونفيل وكايوس ، كامبردج ، حيث تخصص في التاريخ.  انقطعت دراسته الأكاديمية بسبب اندلاع الحرب العالمية الثانية . خدم في البحرية الملكية من 1941 إلى 1945 ، على الرغم من أنه عانى من مرض البحر. خدم في البداية ككنسة ألغام في المياه المنزلية البريطانية ، وشارك في وقت لاحق في كل من غزو الحلفاء لصقلية وهبوط نورماندي .

## الحياة الأكاديمية
بعد انتهاء الحرب ، عاد دودويل إلى كامبريدج لاستكمال دراسته تحت قيادة فيليب جرينسون .  تخصص في تاريخ الفن في العصور الوسطى ، وخاصة في المخطوطات المزخرفة. في عام 1949 ، أصبح زميلًا باحثًا أقدم في معهد واربورغ ، الذي تم نقله قبل ذلك بسنوات قليلة من هامبورغ إلى لندن. في عام 1953 ، تم اختياره من قبل رئيس الأساقفة جيفري فيشر لمنصب أمين مكتبة أمين مكتبة قصر لامبيث ، على الرغم من عدم وجود مؤهلات رسمية كأمين مكتبة. في هذا الموقف ، ساعد دودويل في النقل الدقيق لمحتويات المكتبة (التي تضررت بشدة خلال الحرب) إلى مستودعات ملائمة. في عام 1958 ، أصبح محاضرًا وأمين مكتبة في كلية ترينيتي في كامبريدج ، وفي عام 1966 حصل على درجة أستاذ في جامعة مانشستر . شغل هذا المنصب لمدة 23 عامًا. انتخب زميلا للأكاديمية البريطانية في عام 1973.